# Aulus Atilius Serranus
Aulus Atilius Serranus war ein dem plebejischen Adelsgeschlecht der Atilier entstammender Politiker der römischen Republik. 170 v. Chr. amtierte er als Konsul.

## Leben
Laut dem Zeugnis der Fasti Capitolini führten der Vater und der Großvater des Aulus Atilius Serranus das Pränomen Gaius. Das erste bekannte Amt seines cursus honorum ist die kurulische Ädilität, die er 194 v. Chr. zusammen mit Lucius Scribonius Libo bekleidete. Die Ädiln wiesen den Senatoren bei den Ludi Romani eigene, vom übrigen Publikum getrennte Plätze an.
192 v. Chr. hatte Atilius die Prätur inne und sollte ursprünglich Hispania ulterior als Provinz erhalten, doch später wurde ihm durch einen von der Plebs bestätigten Senatsbeschluss Makedonien und das Kommando über die dortige Flotte zugewiesen. Er hatte ein Geschwader auszurüsten und bekam 3000 Soldaten zur Verfügung gestellt, um militärisch gegen den spartanischen König Nabis vorgehen zu können. In der Folge segelte er mit seiner Flotte nach Griechenland, doch reichte dann dem Senat wegen des drohenden Kriegs mit dem Seleukidenkönig Antiochos III. die Entsendung eines Prätors allein nicht mehr aus.
Nachdem Nabis ermordet worden war, half Atilius dem achaiischen Feldherrn Philopoimen bei der Ordnung der Verhältnisse in Sparta. Im folgenden Jahr 191 v. Chr. blieb er Oberkommandierender der römischen Flotte in den griechischen Gewässern, bis ihn Gaius Livius Salinator ablöste. Zuvor fing Serranus eine für Antiochos III. bestimmte große Versorgungsflotte bei der Insel Andros ab, da diesem bereits der Krieg erklärt worden war. Salinator übernahm dann im Hafen von Piräus den Oberbefehl über die dortigen römischen Schiffe, während Atilius sich wieder in seine Heimat aufmachte.
Als Prätor amtierte Atilius erneut im Jahr 173 v. Chr. und hatte diesmal den Aufgabenbereich des Stadtprätors (praetor urbanus) zu versehen. Dabei musste er für Rom jenen Freundschaftsvertrag mit Antiochos IV. erneuern, der mit dessen Vater geschlossen worden war.
Im Herbst 172 v. Chr. gehörte Atilius einer nach Griechenland reisenden fünfköpfigen Delegation an, der die Aufgabe oblag, vor dem bevorstehenden Krieg mit dem makedonischen König Perseus die Verhältnisse in Hellas unter die Lupe zu nehmen und dort im Sinne der römischen Interessen zu wirken. Die Gesandten trennten sich, um Griechenland auf unterschiedlichen Wegen zu bereisen, wobei Atilius sich gemeinsam mit Quintus Marcius Philippus zuerst nach Epirus, dann nach Ätolien und Thessalien begab. Anschließend stand der Peloponnes auf ihrem Besuchsprogramm. Atilius und Marcius verstanden es auch, mit Perseus neue Verhandlungen anzuknüpfen, die sie aber nicht ernsthaft, sondern nur zu dem Zweck führten, den Römern Zeit für die notwendigen Rüstungen zu verschaffen. Als sie wieder in Italien eingetroffen waren, rühmten sie sich dieser betrügerischen Hinhaltetaktik, ernteten aber dafür von Seiten älterer Senatoren Kritik. 171 v. Chr. reiste Atilius als Legat erneut nach Griechenland, um mit seinen Soldaten Larisa zu besetzen.
Den Höhepunkt seiner politischen Laufbahn erreichte Serranus 170 v. Chr., als er mit Aulus Hostilius Mancinus zum Konsul aufstieg und Italien als Provinz erhielt. Sein späteres Schicksal ist unbekannt.